# Augusto Cancela de Abreu
Augusto Cancela de Abreu (* 14. August 1895 in Arcos, Anadia, Distrikt Aveiro; † 26. April 1965) war ein portugiesischer Politiker der Nationalen Union UN (União Nacional), der unter anderem zwischen 1944 und 1947 Minister für öffentliche Arbeiten und Kommunikation sowie im Anschluss von 1947 bis 1950 Innenminister war.

## Leben
Abrau absolvierte nach dem Schulbesuch ein Studium im Fach Bauingenieurwesen am Instituto Superior Técnico (IST) in Lissabon und war danach als stellvertretender Direktor und Direktor der Linha de Cascais tätig, der von der Sociedade de Estoril betriebenen Eisenbahnstrecke zwischen Lissabon und Cascais. Anschließend war er Verwaltungsdirektor der Eisenbahngesellschaft (Caminhos-de-ferro) von Beira Alta sowie Verwaltungsdirektor der Nationalen Gesellschaft der Spinnereien und Webereien (Companhia Nacional de Fiação e Tecidos) von Torres Novas. Er trat der am 30. Juli 1930 gegründeten Nationalen Union UN (União Nacional) bei, der von António de Oliveira Salazar initiierten Einheitspartei des portugiesischen Estado-Novo und war zeitweise Sprecher von deren Distriktverband von Lissabon. Er war zwischen 1932 und 1934 als Kabinettschef im Ministerium für Handel, Industrie und Landwirtschaft beziehungsweise des Ministeriums für Handel und Industrie tätig.
1935 wurde Abreu erstmals zum Mitglied der Nationalversammlung  (Assembleia Nacional) gewählt und gehörte dieser in der ersten und zweiten Legislaturperiode bis 1942 an. Am 6. September 1944 wurde er von Premierminister António de Oliveira Salazar zum Minister für öffentliche Arbeiten und Kommunikation (Ministro das Obras Públicas e Comunicações) ernannt und bekleidete diesen Posten bis zum 4. Februar 1947. In der darauf folgenden Regierung bekleidete er zwischen dem 4. Februar 1947 und dem 2. August 1950 das Amt des Innenministers (Ministro do Interior). 1953 wurde er erneut Mitglied der Assembleia Nacional und vertrat bis 1957 den Wahlkreis Santarém. Während dieser sechsten Legislaturperiode war er Vize-Vorsitzender des Wirtschaftsausschusses. 
Nach seinem Ausscheiden aus dem Parlament war Abreu zwischen 1957 und 1961 Präsident der Exekutivkommission der Nationalen Union. Ferner war er zeitweilig Rechtsberater der Câmara Corporativa, des Unterhauses der Assembleia Nacional, und Mitglied des Staatsrates (Conselho de Estado).
Abreu wurde mehrmals ausgezeichnet und erhielt unter anderem am 5. Oktober 1934 die Würde als Kommandeur des Militärischen Christusorden (Ordem Militar de Cristo), am 6. Juli 1935 als Kommandeur des Orden für Verdienste um Landwirtschaft und Gewerbe (Ordem Civil do Mérito Agrícola e Industrial) sowie am 13. April 1949 das Großkreuz des Militärischen Christusorden.